# Union Sint-Gillis Kumtich
Koninklijke Union Sint-Gillis Kumtich was een Belgische voetbalclub uit Kumtich en voetbalde in zijn laatste seizoen 2002/03 in de 2de provinciale van Vlaams-Brabant. De club is opgericht in 1937 was bij de KBVB aangesloten met stamnummer 2721. De ploeg voetbalde op voetbalveld gelegen in de Sint-Barbarastraat in Kumtich en had rood en groen als clubkleuren.

## Geschiedenis

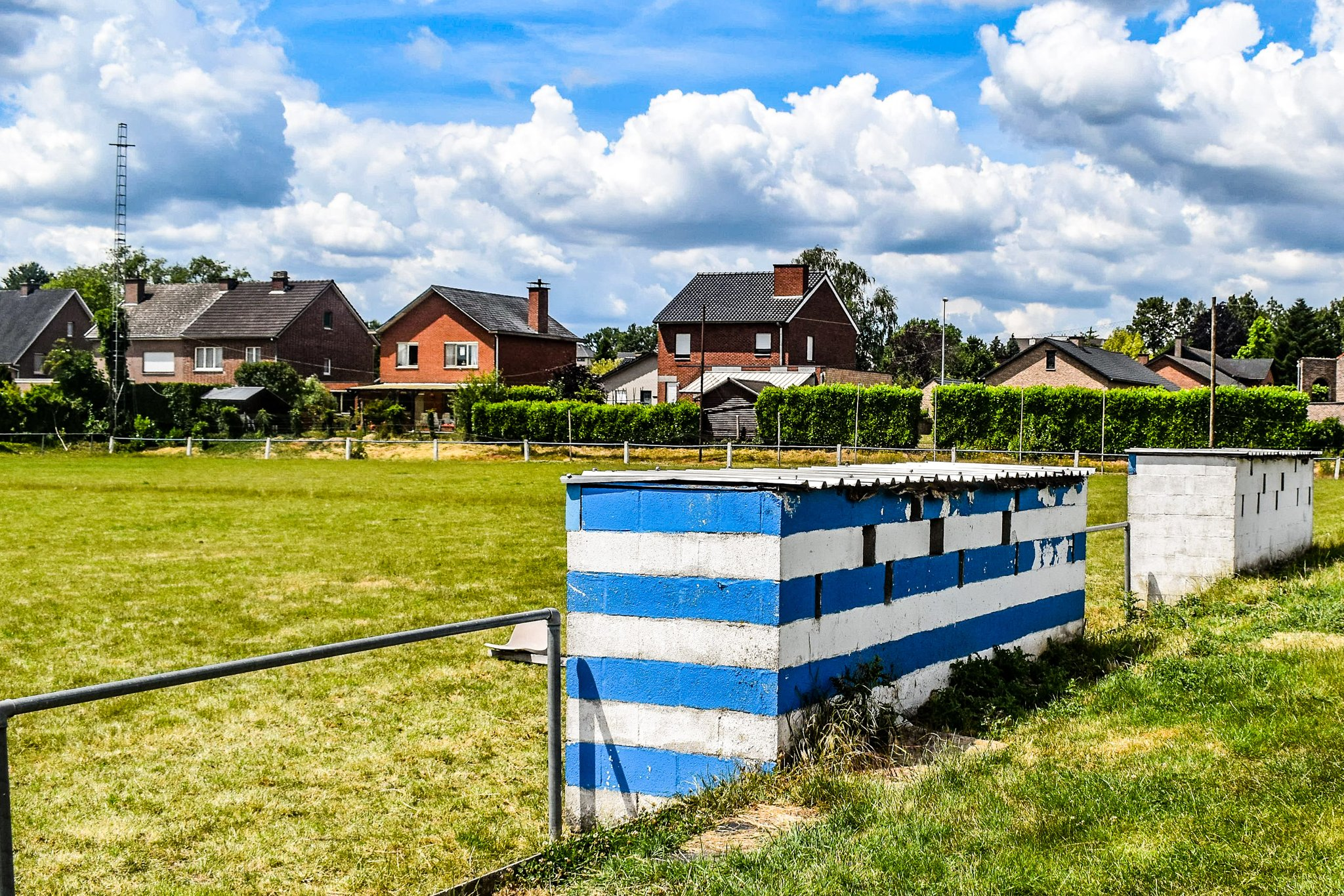
De dug-out op het voormalige terrein van de club in de Sint-Barbarastraat in Kumtich.

#### Oprichting
Union Sint-Gillis Kumtich werd in 1937 opgericht en sloot zich aan bij de KBVB, de club verkreeg het stamnummer 2721. 

#### Eerste seizoenen
De ploeg startte in het seizoen 1937/38 in de derde provinciale, toen de laagste competitie. In dat eerste seizoen werden ze onmiddellijk kampioen maar KUSG Kumtich schommelde de 5 bestaansjaren tussen de tweede en derde provinciale. 

#### Prestaties
Na bijna 30 jaar te bestaan bereikte de club in 1966 voor het allereerst de eerste provinciale. Ze hielden hier 4 jaar stand want in 1970 en 1971 volgde een dubbele degradatie naar derde provinciaal. In 1980 overkwam de club een nieuw dieptepunt, de degradatie naar de vierde provinciale. Hier speelden ze 10 opeenvolgende seizoenen. In de jaren 1990 kreeg de Kumtichse club weer een opflakkering, waarbij in het seizoen 1998/99 zelfs opnieuw de promotie naar de 1ste provinciale werd gevierd. Jammer genoeg degradeerde de club het seizoen erop opnieuw. 

#### Fusies
In 2003 werd besloten de fusie met FC Tienen aangegaan, de nieuwe club werd K.U.S.G. FC Tienen. Maar 2 seizoenen later in 2005 fusioneerde ook deze club, ze gingen de fusie aan met VW Oorbeek United, wat toen een fusie was van Standaard Neerwinden en Voorwaarts Oorbeek. Hieruit ontstond KVV Oorbeek-Kumtich, een club die het uiteindelijk na 3 seizoenen ook weer voor bekeken hield en de fusie aanging met KVK Tienen.